# Харра (Германия)
Харра (нем. Harra) — бывшая община в Германии, в земле Тюрингия. Входила в состав района Зале-Орла. Подчинялась управлению Заале-Реннштейг. Занимает площадь 14 км².

## Население
Население составляет на 31 декабря 2009 года составляло 916 человек.
В 2011 году — 869 чел.
| Год  | Численность | Численность |
| ---- | ----------- | ----------- |
| 2017 | 828         | [ 1 ]       |